# فهد المسماري
فهد طارق سعد محمد المسماري (مواليد 10 يونيو 2004)، لاعب كرة قدم ليبي يلعب كمهاجم لنادي الإفريقي التونسي والمنتخب الليبي لكرة القدم.

## الحياة المبكرة
بدأ المسماري مشواره مع النادي الأهلي الليبي. تمت ترقيته إلى الفريق الأول للنادي خلال موسم 2020/21.

## الحياة المهنية
يمثل المسماري ليبيا دولياً. تم استدعاؤه لأول مرة إلى منتخب ليبيا لكرة القدم في عام 2023 لمباراة ضد منتخب غينيا الاستوائية لكرة القدم.
تم استدعاؤه مرة أخرى لقائمة فرسان المتوسط في نوفمبر 2024 ضمن الجولتين الخامسة والسادسة من تصفيات كأس أمم أفريقيا 2025 وسجل هدف الفوز الوحيد لليبيا ضد رواندا صاحبة الأرض والجمهور. اختاره الجهاز الفني للمنتخب الليبي لخوض الجولتين الخامسة والسادسة لتصفيات كأس العالم 2026، لعب مباراتين ضد كلا من أنغولا والكاميرون ضمن التشكيلة الأساسية.

## أسلوب اللعب
يلعب المسماري في مركز المهاجم بشكل أساسي، يعتبر لاعباً موهوباً ويتمتع بمهارات كرويّة عالية كما انه بأنه يتميّز بامتلاكه رؤية واسعة داخل الملعب، ويمتلك إمكانيات جسدية رائعة.